# Julien Levy
Julien Levy (New York, 1906-1981) est un galeriste et marchand d'art américain, propriétaire de la Julien Levy Gallery située à New York qui, dans les années 1930-1940, ouvrit ses portes au surréalisme et à la photographie contemporaine.

## Parcours
Né d'Isabelle Isaacs et d'Edgar A. Levy, Julien entre à Harvard où il suit, sous la direction de Paul J. Sachs (1878-1965), des cours de management culturel appliqué aux musées et aux institutions. C'est une première à cette époque. Très lié au monde de la finance (il est rattaché au conseil d'administration de Goldman Sachs), Sachs prodigue à Levy un savoir-faire indéniable, qui s'avérera très utile dans les décennies suivantes.
Julien Levy abandonne subitement ses études après avoir rencontré Marcel Duchamp à New York en 1926. Il effectue par bateau un voyage à Paris. Dans la capitale française, il se lie à Man Ray et à la photographe Berenice Abbott, laquelle lui permet de constituer un important fonds d'archives autour de l’œuvre, alors méconnue, d'Eugène Atget. C'est également à Paris qu'il rencontre sa première femme, Joella Haweis, la fille de Mina Loy, qui devient plus tard son agent sur Paris et avec laquelle il entretient une importante correspondance.
De retour à New York, il entre brièvement au service de la Weyhe Gallery en 1931, après avoir touché l'héritage laissé par sa mère, puis ouvre sa propre galerie au 602 Madison Avenue. Principalement axées sur la photographie contemporaine, les expositions de la Julien Levy Gallery permettent à Man Ray de montrer pour la première fois un ensemble conséquent de ses œuvres ; il ouvre ses portes également à Henri Cartier-Bresson, qui fait ainsi ses premiers pas aux États-Unis, mais aussi à Alfred Stieglitz, Walker Evans, et plus tard, à Lee Miller.
Le 29 janvier 1932, il inaugure l'exposition Surrealism, la première du genre sur le sol américain. S'y croisent ainsi des œuvres de Pablo Picasso, Max Ernst, Joseph Cornell, Marcel Duchamp, Alberto Giacometti. Julien Levy y présente également la fameuse toile de Salvador Dalí, La Persistance de la mémoire, qu'il possède. Le film Un chien andalou de Luis Buñuel fut projeté dans sa galerie pour la première fois. Il est à noter qu'il fut le premier à offrir un « cocktail de lancement », chose devenue habituelle dans toute la profession.
En 1937, la galerie déménage au 15 East 57th Street, où Levy organise du 1er au 15 novembre 1938 la première exposition de Frida Kahlo. Plus tard, il expose également pour la première fois Arshile Gorky, se montrant toujours à la pointe d'une certaine avant-garde.
La galerie, dont la dernière adresse fut le 42 East 57th Street, ferma ses portes en 1949, après le suicide de Gorky qui le marqua profondément. Levy devint alors professeur au Sarah Lawrence College et au State University of New York (Purchase).
Il est l'auteur d'une collections d'essais, de deux courts-métrages, et d'une autobiographie publiée en 1977. En février 1981, au moment de sa mort, Levy est salué par The New York Times comme un découvreur.
En 2006, pour le centenaire de sa naissance, le Philadelphia Museum of Art organise une rétrospective des photographes qui furent exposés à la Julien Levy Gallery.

## Essais sélectifs
- Surrealism, The Black Sun Press, 1936
- Eugene Berman, 1941
- Max Ernst, Arshile Gorky, Yale University Art Gallery, 1964
- Memoir of an Art Gallery, Putman, 1977